# Mexicaanse bosuil
De Mexicaanse bosuil (Strix sartorii) is een uil uit de familie van de 'echte' uilen (Strigidae). Deze vogel is genoemd naar de Duits/Mexicaanse natuuronderzoeker Christian Sartorius (1796-1872).

## Verspreiding en leefgebied
Deze soort is endemisch in centraal Mexico.

## Status
De Mexicaanse bosuil komt niet als aparte soort voor op de lijst van het IUCN, maar is daar een ondersoort van de gestreepte bosuil (S. varia sartorii).